# 尾の沼体験交流施設 とちの湯
尾の沼体験交流施設 とちの湯（おのぬまたいけんこうりゅうしせつ とちのゆ）は、富山県黒部市宇奈月温泉字大尾6215番地にある市営の日帰り入浴施設である。

## 概要
宇奈月ダムより奥地の、尾の沼公園の敷地内にある。
宇奈月ダム完成を契機に地域活性化を目指して設けられた施設で、2002年4月24日に完成、同日から4月26日までの宇奈月町民を対象とした無料開放を経て、同年4月27日に一般開放された。オープン初年度の7月末までに、15,250人（1日平均約150人）が訪れている。
施設は樹齢70年のタテヤマスギの柱をはじめ、あらゆる木材を使用している。
浴場は屋内浴場と露天風呂で構成されている。
かつては湯めどころ宇奈月と共にホクタテが指定管理者として黒部市から指定管理者として運営を委託されていたが、2023年度末で契約が切れることから、2024年度（2024年4月1日）から5年間、黒部市宇奈月温泉の大高建設が指定管理者となることになった。

## アクセス
- 北陸自動車道 黒部ICより車で約25分[4]。

## 泉質
- 単純泉（宇奈月温泉と同じ）

## 営業期間・時間など
- 営業期間 - 4月下旬 - 12月上旬[4]（建物の半分以上が雪で埋まるため[2]）
- 営業時間 - 10時 - 17時00分[4]
- 入浴料 - 大人510円、小中学生が250円、小学生未満が無料[4]